# Medico per forza (film 1986)
Medico per forza (Foreign Body) è un film del 1986 diretto da Ronald Neame.